# Suore domenicane dell'Australia Orientale
Le Suore Domenicane dell'Australia Orientale (in inglese Congregation of Dominican Sisters of Eastern Australia; sigla O.P.) sono un istituto religioso femminile di diritto pontificio.

## Storia
La congregazione sorse per iniziativa dell'irlandese James Murray, vescovo di Maitland: il prelato chiese alle terziarie domenicane del monastero di Kingstown di inviare in Australia alcune religiose insegnanti; nel settembre 1867 una comunità di otto suore guidate madre Mary Agnes Bourke giunse a West Maitland e aprì il Saint Mary's Dominican Convent.
Le domenicane si diffusero rapidamente negli stati del Nuovo Galles del Sud e Victoria; nel 1932 la casa generalizia fu trasferita a Strathfield, presso Sydney, mentre il noviziato rimase a West Maitland.
Nel 1957 l'istituto si fuse con altre tre congregazioni di domenicane australiane (della Sacra Famiglia, della Santa Croce, del Corpus Christi) per formare le "Domenicane di Nostra Signora del Santo Rosario e di Santa Caterina da Siena dell'Australia", ma in seguito riacquisì la sua autonomia.

## Attività e diffusione
Le suore si dedicano all'istruzione e all'educazione cristiana della gioventù.
La sede generalizia è a Strathfield, in arcidiocesi di Sydney.
Alla fine del 2015 l'istituto contava 110 religiose in 22 case.